# Japanische Badmintonmeisterschaft 2014
Die Japanische Badmintonmeisterschaft 2014 fand vom 2. bis zum 7. Dezember 2014 in Tokio statt. Es war die 68. Austragung der nationalen Titelkämpfe im Badminton in Japan.

## Medaillengewinner
| Disziplin    | Gold                              | Silber                              | Bronze                        |
| ------------ | --------------------------------- | ----------------------------------- | ----------------------------- |
| Herreneinzel | Sho Sasaki                        | Kento Momota                        | Kanta Tsuneyama               |
| Herreneinzel | Sho Sasaki                        | Kento Momota                        | Kazumasa Sakai                |
| Dameneinzel  | Akane Yamaguchi                   | Minatsu Mitani                      | Eriko Hirose                  |
| Dameneinzel  | Akane Yamaguchi                   | Minatsu Mitani                      | Yui Hashimoto                 |
| Herrendoppel | Kenichi Hayakawa Hiroyuki Endo    | Noriyasu Hirata Hirokatsu Hashimoto | Yūki Kaneko Takuto Inoue      |
| Herrendoppel | Kenichi Hayakawa Hiroyuki Endo    | Noriyasu Hirata Hirokatsu Hashimoto | Kenta Kazuno Kazushi Yamada   |
| Damendoppel  | Naoko Fukuman Kurumi Yonao        | Ayane Kurihara Naru Shinoya         | Yuki Fukushima Sayaka Hirota  |
| Damendoppel  | Naoko Fukuman Kurumi Yonao        | Ayane Kurihara Naru Shinoya         | Yui Miyauchi Asumi Kugo       |
| Mixed        | Kenichi Hayakawa Misaki Matsutomo | Takeshi Kamura Koharu Yonemoto      | Haruka Yonemoto Yūki Yonemoto |
| Mixed        | Kenichi Hayakawa Misaki Matsutomo | Takeshi Kamura Koharu Yonemoto      | Ryōta Taohata Ayane Kurihara  |